# Néstor

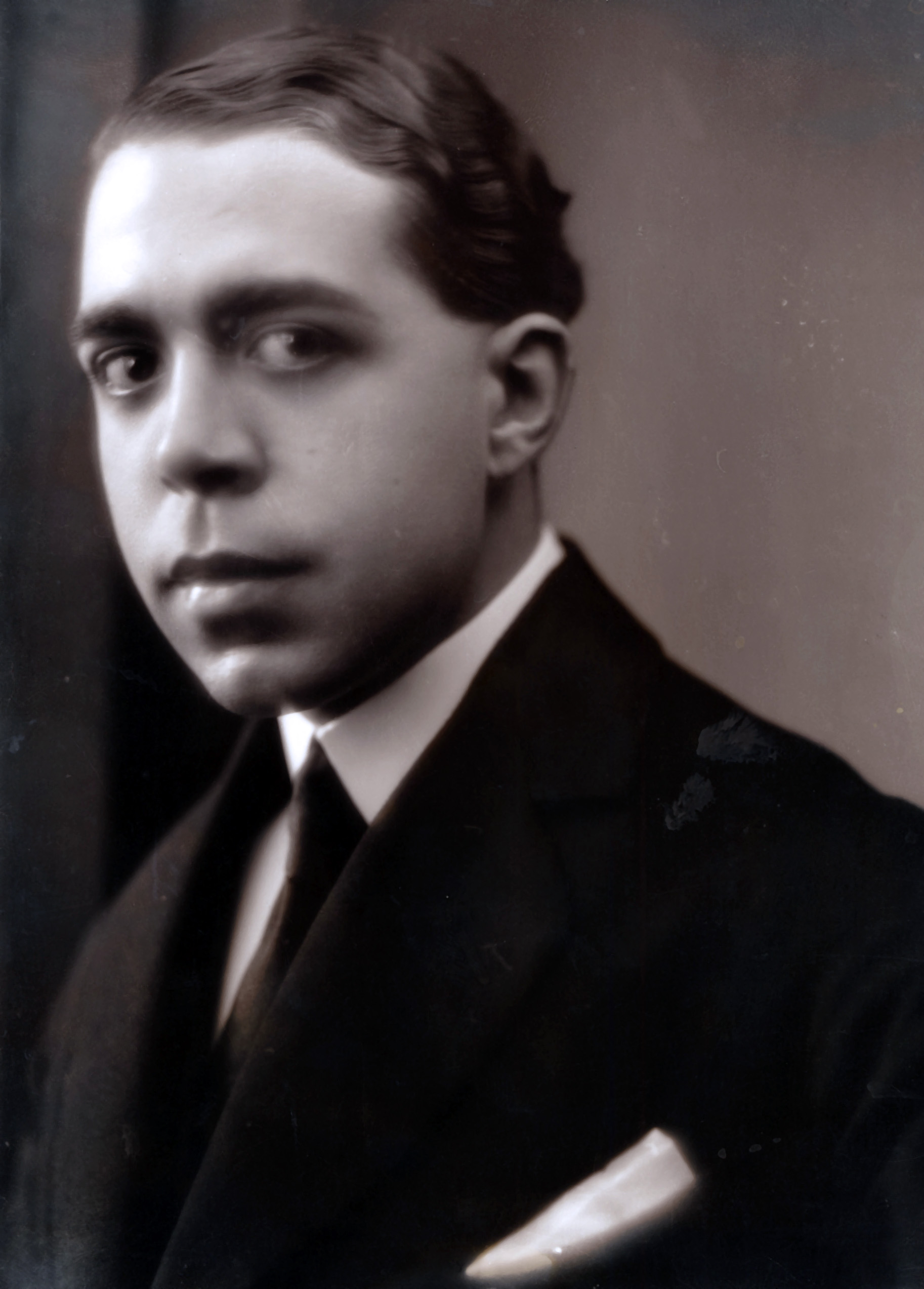
Néstor Martín-Fernández de la Torre, 1933

Néstor Martín-Fernández de la Torre, kortweg Néstor (Las Palmas de Gran Canaria, 7 februari 1887 – aldaar, 6 februari 1938) is een Spaans kunstschilder. Hij wordt gerekend tot de stroming van het symbolisme en geldt wel als de belangrijkste schilder van de Canarische Eilanden.

## Leven en werk
Néstor legde al op vroege leeftijd een bijzondere kunstzinnige begaafdheid aan de dag en wekte op zevenjarige leeftijd al bewondering met zijn tekeningen. Op twaalfjarige leeftijd werd hij leerling van de zee- en landschapschilder Eliseo Meifrén en op vijftienjarige leeftijd trok hij naar Madrid, waar hij in de leer trad bij Rafael Hidalgo de Caviedes. Na 1904 perfectioneerde hij zijn schilderkunst verder in Parijs, Brussel, Gent, Brugge en Londen. In 1908 had hij zijn eerste expositie in Barcelona met een serie portretten in klassiek-Britse stijl. Vervolgens reisde hij veelvuldige door Europa en Zuid-Amerika, met lange verblijfsperiodes in Parijs. Regelmatig werkte hij daar ook als podiumkunstenaar en decorateur.
Vanaf 1910 veranderde Néstor zijn stijl radicaal richting het symbolisme, met duidelijke kenmerken van de art deco en de jugendstil. Opvallend is zijn felle lichtgebruik. Zijn composities zijn vaak druk en bijzonder expressief. Zijn onderwerpen zijn vaak fantasierijk en mythisch, regelmatig schildert hij ook homo-erotische taferelen. Bekendheid kreeg hij ook met zijn schilderijencycli Poema del Atlántico (1913–1924) en Poema de la Tierra (1934–1938). Hij had invloed op Salvador Dali.
In de jaren dertig keerde Néstor terug naar Las Palmas en ontwierp daar zijn eigen studio. Momenteel bevindt zich in dat gebouw het Néstor-museum, dat veelvuldig bezocht wordt door vakantiegangers.

## Galerij

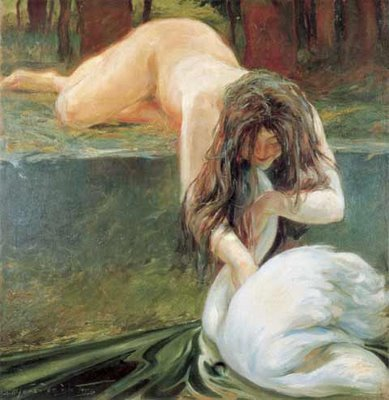
Adagio
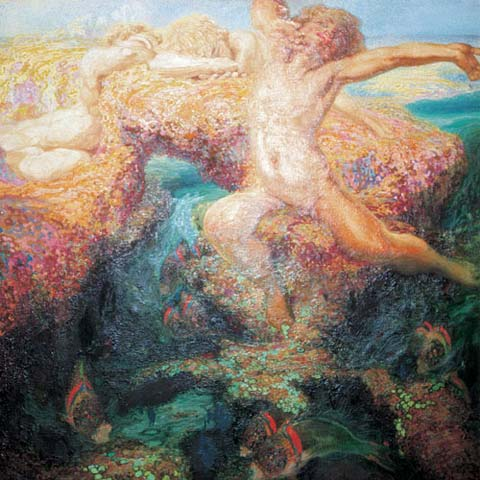
Bajamar
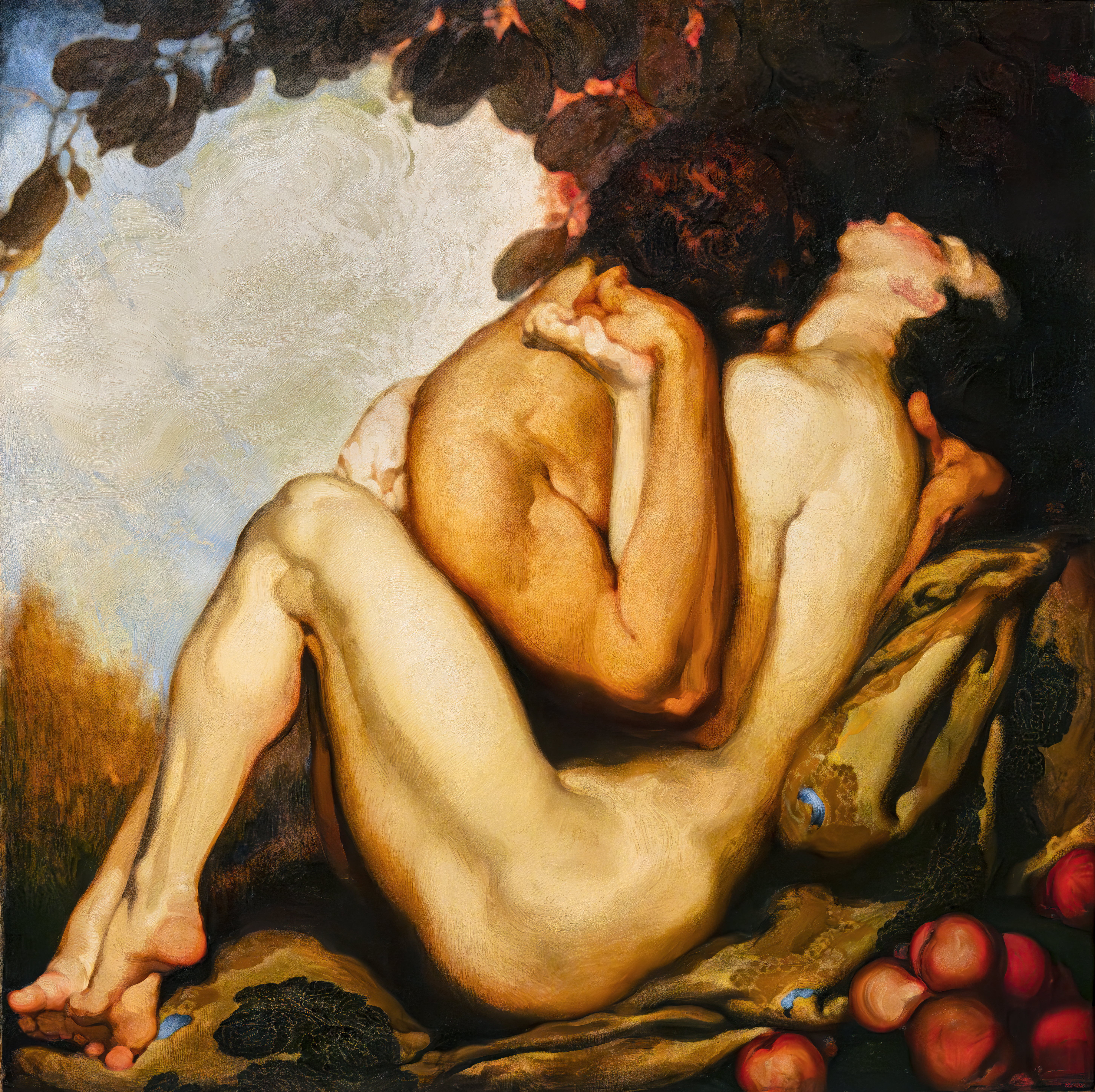
Bezit - Museu Nacional d'Art de Catalunya
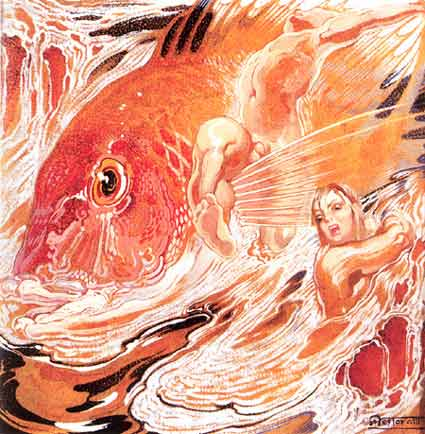
Descubriendo la playa
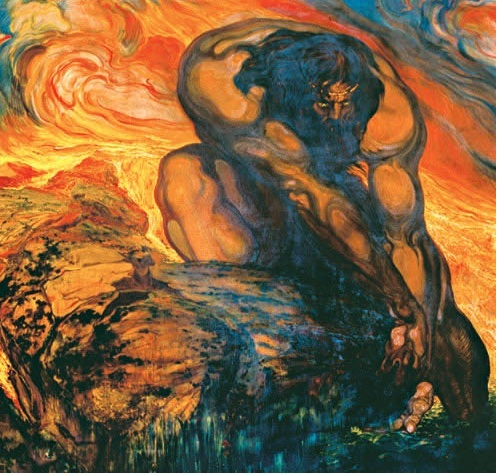
Hercules